# 1960 au cinéma
| Années du cinéma : 1957 - 1958 - 1959 - 1960 - 1961 - 1962 - 1963    |
| Décennies du cinéma : 1930 - 1940 - 1950 - 1960 - 1970 - 1980 - 1990 |

Cet article présente les faits marquants de l'année 1960 au cinéma.

## Événements
- 18 juillet : La Warner donne son accord pour la diffusion de ses films à la télévision.
- L'acteur américain Sammy Davis Jr. épouse l'actrice suédoise May Britt.
- La dolce vita, film de Federico Fellini, est condamné par l’Église.

## Principaux films de l'année
- 12 To the moon film fantastique de David Bradley avec Ken Clark, Michi Kobi et Tom Conway.
- À bout de souffle de Jean-Luc Godard - sortie en France le 16 mars.
- Austerlitz d'Abel Gance avec Pierre Mondy, Martine Carol, Orson Welles, Michel Simon, Jean Marais, Vittorio De Sica
- Celui par qui le scandale arrive (Home from the hill) de Vincente Minnelli.
- Crésus de Jean Giono - sortie en France le 21 septembre.
- Death traps drame de Tianlin Wang avec Helen Li et Roy Chiao.
- La Ballade du soldat (Ballada o soldatie) de Grigori Tchoukhraï (URSS).
- La Chute de la maison Usher (House of Usher) film fantastique de Roger Corman avec Vincent Price et Mark Damon.
- La Dame au petit chien (Dama s sobatchkoi) d'Iossif Kheifitz (URSS).
- La dolce vita de Federico Fellini.
- La Machine à explorer le temps (The Time Machine) film fantastique de George Pal avec Rod Taylor, Alan Young et Yvette Mimieux.
- L'Amérique insolite documentaire de François Reichenbach.
- La Vérité de Henri-Georges Clouzot - sortie en France le 2 novembre.
- L'Avventura de Michelangelo Antonioni avec Gabriele Ferzetti et Monica Vitti.
- Le Bossu d'André Hunebelle avec Jean Marais et Bourvil - sortie en France le 13 janvier.
- Le Capitan d'André Hunebelle avec Jean Marais et Bourvil - sortie en France le 5 octobre.
- La Jeune Fille (The Youg One) de Luis Buñuel (Mexique).
- Le Masque du démon (La Maschera del demonio) de Mario Bava avec Barbara Steele et Andrea Checchi.
- Le Moulin des supplices (Il Mulino delle donne di pietra) film fantastique de Giorgio Ferroni (Italie) avec Pierre Brice, Scilla Gabel et Wolfgang Preiss.
- Les 7 mercenaires (The Magnificent Seven) western de John Sturges, avec Yul Brynner, Eli Wallach, Horst Buchholz, Steve McQueen et Charles Bronson.
- Les Chevaliers teutoniques d'Aleksander Ford (Pologne).
- Les Voyous (Los Golfos) de Carlos Saura.
- L'Étrange Obsession (Kagi) de Kon Ichikawa (Japon).
- Le Trou de Jacques Becker - sortie en France le 18 mars.
- Le Testament d'Orphée de Jean Cocteau - sortie en France le 18 février.
- Plein Soleil de René Clément - sortie en France le 10 mars.
- Psychose (Psycho) d'Alfred Hitchcock avec Anthony Perkins et John Gavin (sortie le 16 juin aux États-Unis).
- Rocco et ses frères (Rocco e i suoi fratelli) de Luchino Visconti avec Alain Delon et Renato Salvatori.
- Spartacus péplum de Stanley Kubrick avec Kirk Douglas et Laurence Olivier.
- Tirez sur le pianiste drame de François Truffaut avec Charles Aznavour et Marie Dubois (25 novembre).
- Toryok, la furie des barbares (Toryok, la furia dei barbari) de Guido Malatesta (Italie)
- Un couple comédie dramatique de Jean-Pierre Mocky avec Juliette Mayniel, Nadine Basile et Francis Blanche.
- Une aussi longue absence de Henri Colpi.
- Un taxi pour Tobrouk de Denys de La Patellière - sortie en France le 10 mai.
- Zazie dans le métro de Louis Malle avec Catherine Demongeot et Philippe Noiret - sortie en France le 31 octobre.
- Antara Dua Darjat est dirigé et joué par le réalisateur malaisien P. Ramlee.

Voir aussi Catégorie:Film sorti en 1960

## Festivals

### 20 mai: Cannes
- La dolce vita de Federico Fellini (Italie) avec Marcello Mastroianni, Anita Ekberg et Anouk Aimée - Palme d'or.
- Moderato Cantabile de Peter Brook avec Jeanne Moreau (prix d'interprétation à Cannes) et Jean-Paul Belmondo.
- Jamais le dimanche (Never on Sunday) de Jules Dassin (Grèce) avec Melina Mercouri (prix d'interprétation à Cannes).

## Récompenses

### Oscars
- La Garçonnière (The Appartment) de Billy Wilder avec Jack Lemmon, Shirley MacLaine et Fred MacMurray - Oscar du meilleur film.
- La Source (Jungfrukällen) d'Ingmar Bergman - Oscar du meilleur film en langue étrangère.

## Box-office
- France[1] :

1. Ben-Hur de William Wyler
2. Le Bossu d'André Hunebelle
3. La Vérité d'Henri-Georges Clouzot
4. Le Capitan d'André Hunebelle
5. Le Passage du Rhin d'André Cayatte

- États-Unis :

1. Spartacus de Stanley Kubrick
2. Psychose d'Alfred Hitchcock
3. Exodus d'Otto Preminger
4. Les Robinsons des mers du Sud de Ken Annakin
5. Alamo de John Wayne

## Principales naissances
- 6 janvier : Howie Long
- 12 janvier : Oliver Platt
- 15 janvier : Kelly Asbury (mort le 26 juin 2020)
- 18 janvier : Mark Rylance
- 20 janvier : Abdel Qissi
- 24 janvier : Nastassja Kinski
- 7 février : James Spader
- 14 mars : Petter Næss
- 4 avril : Hugo Weaving
- 6 avril : Marie-Dominique Dessez († 29 novembre 2019)
- 1er mai : Thierry Ragueneau
- 19 mai : Jann Carl
- 24 mai : Kristin Scott Thomas
- 25 mai : David Frederick White
- 26 mai : Doug Hutchison
- 5 juin : Jo Prestia
- 8 juin : Gary Trousdale
- 17 juin : Thomas Haden Church
- 10 juillet : Tony D'Amario († 29 juin 2005).
- 23 juillet : Jon Landau († 5 juillet 2024).
- 10 août : Antonio Banderas
- 12 août : Thierry Desroses
- 17 août : Sean Penn
- 8 septembre : Iya Ninidze
- 9 septembre : Hugh Grant
- 10 septembre :  Colin Firth
- 14 septembre : Melissa Leo
- 9 octobre : Madeleine Blaustein († 11 décembre 2008)
- 18 octobre : Jean-Claude Van Damme
- 5 novembre : Tilda Swinton
- 8 novembre : Michael Nyqvist (mort le 27 juin 2017)
- 11 novembre : Stanley Tucci
- 30 novembre : Marco Brambilla
- 3 décembre : Julianne Moore
- 10 décembre : Kenneth Branagh
- Chad McQueen, acteur américain (mort le 11 septembre 2024)

## Principaux décès
- 2 février : André Alerme, acteur français.
- 21 février : Jacques Becker, réalisateur, acteur, scénariste français, (° 1906).
- 1er mars : Al Thompson, acteur américain, 75 ans, (° 1884).
- 10 avril : André Berthomieu, réalisateur français.
- 24 juillet : Hans Albers, acteur allemand.
- 5 novembre : 
  - Mack Sennett, réalisateur producteur américain d'origine canadienne, (° 1884)
  - Ward Bond, acteur américain.
- 16 novembre : Clark Gable, acteur américain, (° 1901).